# Microrregión de Purus
La microrregión de Purus es una de las microrregiones del estado brasileño del Amazonas perteneciente a la mesorregión del Sur Amazonense. Está dividida en 3 municipios.

## Municipios
- Canutama
- Lábrea
- Tapauá.

- Datos: Q2236912